# Mimí Derba
María Herminia Pérez de León, més coneguda com Mimí Derba (Ciutat de Mèxic, 9 de juliol de 1893-14 de juliol de 1953), va ser una actriu, cantant, escriptora, guionista, productora i directora de cinema mexicana.

## Biografia
Va ser la quarta filla de Francisco Pérez de León i Jacoba Avendaño. A la seva casa la sobrenomenaven Mimí, malnom que adoptaria anys després a l'inici de la seva carrera com a nom artístic, agregant-li Derba, inspirada en el nom d'un laboratori farmacèutic italià. Els seus primers passos dins del món de l'espectacle els dona a l'Havana, Cuba en 1911 on va debutar com tiple en el Teatre Peyret en una companyia de sarsuela en les obres El congreso feminista i Molinos de viento, Mèxic el mateix any va participar en diversos papers secundaris, fins que es va convertir en primera figura en 1912, quan va estrenar al Teatro Lírico l'obra de Carlos Arniches El cabo primero, amb la companyia dels germans Pastor; a partir d'enguany la seva figura va en ple ascens i per a 1915 era una de les vedettes més populars, participant en diverses companyies com la de Esperanza Iris amb la qual va viatjar per Espanya, la de la cèlebre María Conesa i la seva, fundada al costat de María Caballé. Entre les obres que més èxit li van donar destaquen El país de la metralla (1913), Las musas del país (1913) i El barrio latino (1915), amb la qual va causar gran escàndol ja que sortia a escena amb unes malles que simulaven total nuesa.
En 1917, entusiasmada amb la idea de fer pel·lícules, Mimí Derba va fundar, al costat del camerògraf Enrique Rosas i amb el suport econòmic del seu amant, el general Pablo González, la companyia Azteca Films, que va produir durant aquest any, cinc llargmetratges inspirats en els drames italians. Les cintes en qüestió van ser: En defensa propia, Alma de sacrificio, La soñadora, En la sombra i La tigresa. En aquesta última la Derba dirigeix i actua, convertint-se en la primera dona directora de la història de Mèxic, a més de ser guionista de dues d'elles. Malgrat l'esforç i davant el poc èxit aconseguit, Derba i Rosas decideixen liquidar la companyia el 1919.
Després del seu pas efímer pel cinema, Mimí va continuar amb la seva reeixida carrera teatral, mitjà del qual es va acomiadar en 1938 amb una llarga temporada al palacio de Bellas Artes. En el lapse del seu major èxit també va escriure periòdicament per a diferents publicacions breus cròniques i històries, que va reunir per a publicar un llibre en 1921 sota el títol de Realidades.
Malgrat existeixen registres que va acceptar un paper en la pel·lícula muda La linterna de Diógenes (La linterna mágica) (1924/1925), dirigida per Carlos Stahl, la seva reaparició oficial en cinema la fa amb la cinta pionera del cinema sonor mexicà: Santa de 1931, seguint a aquesta papers de repartiment on va ser dirigida per grans directors i actuo al costat de grans figures de l'Època d'Or del cinema mexicà, a films clàssics com El baisano Jalil (1942), amb Joaquín Pardavé, Sara García i Emilio Tuero, Flor silvestre (1943) d'Emilio “Indio” Fernández, amb Dolores del Río i Pedro Armendáriz, Una carta de amor (1943), de Miguel Zacarías, amb Jorge Negrete i Gloria Marin, La mujer sin alma (1944), de Fernando de Fuentes, amb María Félix i Fernando Soler, México de mis recuerdos (1944), de Juan Bustillo Oro, amb Luis Aldás i Sofía Álvarez, Nana (1944), última cinta de la diva Lupe Vélez, Cuando lloran los valientes (1947), alternant amb Pedro Infante, Blanca Estela Pavón, Virginia Serret i Víctor Manuel Mendoza, Ustedes los ricos (1948) d'Ismael Rodríguez, interpretant el paper de l'avia d'Eva Muñoz “Chachita”, Salón México (1949) amb Marga López, Rodolfo Acosta i Miguel Inclán, La malquerida (1949) con Dolores del Río, Roberto Cañedo i Columba Domínguez, Inmaculada (1950) del director Julio Bracho, amb Rosario Granados i Carlos López Moctezuma, Rosauro Castro (1950) de Roberto Gavaldón, La ausente (1951) al costat d'Arturo de Córdova, Rosita Quintana, Andrea Palma, María Douglas i Ramón Gay, ¡Ay amor, cómo me has puesto! (1951) de Gilberto Martínez Solares, amb Germán Valdés “Tin Tan” i Rebeca Iturbide i l'emblemàtica, Dos tipos de cuidado (1952) que reunia per única vegada Jorge Negrete i Pedro Infante, en una divertida comèdia d'embolics.
Mimí Derba va morir d'una embòlia pulmonar a la ciutat de Mèxic el 14 de juliol de 1953. D'antuvi va ser sepultada al Panteón Francés de la Piedad, però en els anys setanta, un conegut seu, va manar exhumar les seves restes i les va traslladar al lot de l' ANDA del Panteón Jardín.

## Filmografia
- Dos tipos de cuidado (1953 d'Ismael Rodríguez) .... Josefa, mare de Jorge
- La ausente (1952 de Julio Bracho)
- ¡Ay amor... cómo me has puesto! (1951 de Gilberto Martínez Solares) .... mare de Margarita
- Acapulco (1951 d'Emilio Fernández Romo) .... Àvia de Ricardo
- Historia de un corazón (1951 de Julio Bracho)
- Traicionera (1950 d'Ernesto Cortázar.... Doña Juana
- Rosauro Castro (1950 de Roberto Gavaldón) .... doña Margarita
- Nosotras las taquígrafas (1950 d'Emilio Gómez Muriel) .... Mamá de Bertha
- El abandonado (1949 de Chano Urueta) .... Mare de Damián
- Salón México (1949 d'Emilio Fernández) .... directora del colegio de señoritas
- La malquerida (1949 d'Emilio Fernández) .... doña Mercedes
- El seminarista (1949 de Roberto Rodríguez) .... Mare superiora
- La hija del penal (1949 de Fernando Soler) .... L'Abadessa
- Ustedes los ricos (1948 d'Ismael Rodríguez Ruelas) .... Doña Charito "La Millonaria"
- Cuando lloran los valientes (1947 d'Ismael Rodríguez) .... mamá de Cristina
- La casa de la zorra (1945 de José Ortega)
- ¡Qué verde era mi padre! (1945 d'Ismael Rodríguez) .... Doña Trini
- México de mis recuerdos (1944 de Juan Bustillo Oro) .... Tía Gertrudis
- Balajú (1944, de Rolando Agular) .... Doña Lupe
- La mujer sin alma (1944 de Fernando de Fuentes) .... mamá de Teresa
- La trepadora (1944 de Gilberto Martínez Solares)
- La hora de la verdad (1944 de Norman Foster)
- Nana (1944 de Celestino Gorostiza i Roberto Gavaldón) .... Mare de Bebe
- Flor silvestre (1943 d'Emilio Fernández Romo) .... doña Clara
- Una carta de amor (1943 de Miguel Zacarías) .... doña Rosa
- El baisano Jalil (1942 de Joaquín Pardavé, Roberto Gavaldón) .... Carmen Rivera de Veradada
- La razón de la culpa (1942 de Juan José Ortega) .... Felisa, hermana de Andrés
- Martín Garatuza (1935 de Gabriel Soria)
- La soñadora (1917 d'Eduardo Arozamena i Enrique Rosas)
- La Tigresa (1917 guió i direcció de Mimi Derba)